# Distrito electoral de Gilead (Illinois)
Gilead (en inglés: Gilead Precinct) es un distrito electoral ubicado en el condado de Calhoun en el estado estadounidense de Illinois. En el Censo de 2010 tenía una población de 342 habitantes y una densidad poblacional de 5,41 personas por km².

## Geografía
Según la Oficina del Censo de los Estados Unidos, tiene una superficie total de 63.17 km², de la cual 53.85 km² corresponden a tierra firme y (14.76%) 9.32 km² es agua.

## Demografía
Según el censo de 2010, había 342 personas residiendo en Gilead. La densidad de población era de 5,41 hab./km². De los 342 habitantes, Gilead estaba compuesto por el 98.54% blancos, el 0% eran afroamericanos, el 0% eran amerindios, el 0.29% eran asiáticos, el 0% eran isleños del Pacífico, el 0.29% eran de otras razas y el 0.88% pertenecían a dos o más razas. Del total de la población el 0.29% eran hispanos o latinos de cualquier raza.